# Абаза Віктор Іванович
Ві́ктор Іва́нович Абаза́ (*22 серпня 1864 м. Харків, Харківська губернія  — †28 липня 1931, м. Варшава) — український та російський військовий діяч.

## Біографія
Віктор Абаза народився у православній родині у м. Харкові. Батько — Іван Васильович Абаза, підполковник російської армії у відставці, наглядач Харківського тюремного замку. Матір — Надія Олексіївна Раменська. Артилерист, офіцер Російської імператорської армії (1884–1917). Учасник російсько-японської війни (1904–1905), Першої світової війни (1914–1918), українських визвольних змагань та громадянської війни в Росії (1917–1919). Георгієвський кавалер (1915). Генерал-хорунжий Армії УНР, полковник армії Української Держави (1918) та білогвардійської Північно-західної армії (1919). Родич Володимира Абази.
У 1883 року Абаза закінчив Псковський кадетський корпус і поступив до 2-му Костянтинівському артилерійському училищі в Санкт-Петербурзі
14 серпня 1884 року Абаза отримав звання підпоручика і був призначений до 41-ї артилерійської бригади у Вітебську.
У 1904–1905 роках Абаза брав участь в російсько-японській війні. Під час Першої світової війни 1914–1918 років він командував дивізіоном, був ад'ютант штабу корпусу, полковником.
Влітку 1917 року брав участь в українізації частин російської армії, наприкінці 1917 року — в українській армії.
З 7 вересня 1918 року Абаза був командиром 23-го легкого гарматного полку Київського армійського корпусу Української Держави. З 20 листопада 1918 року — помічник начальника 14-ї легкої гарматної бригади Армії Української Держави. Заснував при штабі дивізії інформаційне бюро, (у його складі працював Павло Тичина), яке видавало газету «Воля».
Від початку 1919 Сіра дивізія під командуванням Абази вела бойові дії проти частин Червоної армії на Правобережній Україні та Волині.
У травні 1919 його бригада була оточенна в районі Луцька польськими військами генерала Ю. Галлера. Абаза потрапив у полон, перебував у таборі військовополонених Ланьцут. За деякими джерелами, у таборі Віктор Абаза взявся за реорганізацію старшинських кадрів, а 1920 року організував вишкіл вояцтва та зібрав кошти на встановлення пам'ятника загиблим товаришам. Після визволення виїхав до Чехослованчини, оселився у Празі.
У 1919 році дезертирував з українських військ та приєднався до «білого руху». Служив у Північно-Західній армії генерала Юденіча. З 1920 року — білоемігрант.
Брав участь у діяльності ветеранських організацій Армії УНР.
Помер у Варшаві 28 липня 1931 року. Похований 30 липня на православному цвинтарі «Воля» у Варшаві..
У науковій літературі Володимир Абаза та Віктор Абаза часто фігурують як одна особа та безпідставно іменуються генералами.

## Чини
- 1883, 1 вересня — вступив на службу до Російської імператорської армії[2].
- 1884, 14 серпня — підпоручик[2].
- 1888, 14 серпня — поручик[2].
- 1895, 25 липня — штабс-капітан «за відзнаку на службі»[2].
- 1898, 19 липня — капітан «за відзнаку на службі»[2].
- 1905, 6 березня — підполковник «за відзнаку на службі»[2].
- 1914, 17 серпня — полковник[2].Отримав звання за те, що «в бою 17 серпня 1914 року під Перемишлянами вдалими діями батареї змусив замовкнути ворожий взвод легкої артилерії, що був недосяжний для наших кулеметних батарей і що безкарно громив протягом бою»[6].

## Служба
- 1885 — ?: 41-а артилерійська бригада (Вітебськ)[2].
- 1905, 26 березня — 1910, 17 серпня: командир 7-ї батареї 31-ї артилерійської бригади Російської армії (Білгород)[2].
- 1910, 17 серпня — 1913, 15 травня: командир 1-ї батареї 10-го мортирного артилерійського дивізіону Російської армії (Білгород)[2].
- 1914, 23 грудня — 1916, 1 серпня: командир 2-го дивізіону 9-ї артилерійської бригади Російської армії (Полтава)[2].
- 1918, 7 вересня — 1919: командир 23-го легкого гарматного полку армії Української держави.
- 1918 20 листопада — ??? помічник начальника 14-ї легкої гарматної бригади Армії Української Держави

## Нагороди
- 1900 —  Орден святого Станіслава ІІІ ступеня з мечами і бантом[2].
- 1900 —  Орден святої Анни ІІІ ступеня[2].
- 1904 —  Орден святого Станіслава ІІ ступеня[2].
- 1905 —  Орден святої Анни ІІІ ступеня з мечами і бантом[2].
- 1905 —  Орден святої Анни ІІ ступеня з мечами[2].
- 1904 —  Орден святого Станіслава ІІ ступеня з мечами[2].
- 1907 —  Орден святого Володимира IV ступеня з мечами і бантом[2].
- 1915 —  Орден святого Георгія IV ступеня (9 березня); Найвища ласка (20 липня)[7]

## Сім'я
- Батько: Іван Васильович Абаза (1817—?)
- Матір: Надія Олексіївна Раменська (?—?)
- Дружина: Броніслава Лускіна (?—?)
- Діти:

- Тетяна Вікторівна Абаза (27 травня 1903 — ?)
- Володимир Вікторович Абаза (28 грудня 1906 — ?)